# پام وان کی
پام وان کی (به فرانسوی: Pham Van Ky) نویسنده قرن بیستم میلادی اهل ویتنام است.